# Mike O’Hearn
Mike O’Hearn, właśc. Patrick Michael O’Hearn (ur. 26 stycznia 1969 w Kirkland) – amerykański kulturysta, trener osobisty, model fitness, aktor i trójboista pochodzenia irlandzkiego.

## Życiorys

### Wczesne lata
Urodził się i dorastał w Kirkland w stanie Waszyngton jako jeden z dziewięciorga rodzeństwa. Miał trzech starszych braci, cztery starsze siostry i młodszą siostrę. W wieku 7 lat rozpoczął treningi kulturystyki, naśladując ojca i trzech starszych braci. Jako 13 latek trenował sztuki walki. Mając 14 lat po raz pierwszy startował w zawodach kulturystycznych, wygrywając Teenage Washington State.

### Kariera
Wystąpił na okładkach ponad 500 magazynów, co czyni go jedyną osobą w historii, która pojawiała się częściej na okładkach magazynów kulturystycznych niż Arnold Schwarzenegger czy Lou Ferrigno. Był siedmiokrotnie wybierany modelem fitness roku. Czterokrotnie zdobywał tytuł Mr. Natural Universe.
Były mistrz stanu Kalifornia i Washington w judo i taekwondo. Czterokrotnie zwyciężał też w stanowych zawodach trójbojowych.
Od września 1989 do maja 1996 pojawił się jako gladiator Thor w programie NBC American Gladiators. W 1999 roku gościł w programie Columbia TriStar Domestic Television Battle Dome. W 2008 roku wystąpił jako gladiator Tytan w programie NBC American Gladiators. Jest założycielem Power Bodybuilding, programu treningowego, który koncentruje się na rozwoju siły i hipertrofii wraz z estetyką.
Grał w takich filmach jak Ze śmiercią jej do twarzy (Death Becomes Her, 1992) z Meryl Streep i Goldie Hawn, Barbarian (2003) jako Kane z Martinem Kove, Keeper of Time (2003) jako Bullrock oraz filmie krótkometrażowym World's Finest (2004) jako Clark Kent/Superman z Niną Kaczorowski. W 2005 i 14 marca 2008 roku wystąpił jako Luke w operze mydlanej NBC Dni naszego życia (Days of Our Lives).
4 lutego 2009 pojawił się jako zawodnik w klatce Al 'Monster' Molina w serialu NBC Nieustraszony (Knight Rider). W 2011 wystąpił gościnnie jako Luke, awatar Maca (Rob McElhenney) w siódmym sezonie sitcomu FX U nas w Filadelfii (It's Always Sunny in Philadelphia). Był obecny w reklamie Comcast Xfinity „Ripped” (2012) z Emanuelem Borrią, Kali Muscle, Tiną Chandler i Silvio Kerstenem.
W 2012 został wpisany do International Hall of Fame.
W 2016 zagrał postać Hulka w Epic Rap Battles of History z Caitlyn Jenner.
Był żonaty z amerykańską trenerką personalną, modelką fitness i byłą wrestlerką World Championship Wrestling Melindą Midajah McCullum.